# Аманда
Аманда (англ. Amanda от лат. в двух значениях: 1) «достойна любви», «та, которую любят»; 2) милая, любимая) — женское имя в англоязычной культуре.

## Происхождение
Первое упоминание имени Аманда относится к 1212 году в записи о рождении из Англии и пять веков спустя имя было популяризировано поэтами и драматургами.

### Распространение
С 1976 по 1995 годы имя Аманда было одним из 10 самых популярных женских имён среди новорождённых в США. Имя было наиболее популярным в 1978-1992 годах, когда оно занимало четвёртое место в рейтинге. В 1980 году имя было вторым наиболее популярным в стране. В 2006 году имя Аманда занимало лишь 102 место в рейтинге популярности.